# Dujuan Richards
Dujuan Odile Richards (Port Royale, 10 novembre 2005) è un calciatore giamaicano, attaccante del Chelsea e della nazionale giamaicana.

## Biografia
È fratello di Nick Richards, cestista professionista.

## Carriera

### Club
Richards ha iniziato a giocare a calcio nell Phoenix Football Academy all'età di 11 anni. Ha anche rappresentato la selezione calcistica del college di Kingston ed ha trascorso del tempo alla Brooke House College Football Academy nella contea di Leicestershire.
Nel febbraio 2023 ha sostenuto un periodo di prova con il Newcastle Utd e nel marzo 2023 ha siglato un pre-contratto con il Chelsea, divenuto ufficiale il 24 giugno e valido a partire dal compimento dei 18 anni.

### Nazionale
Nel marzo 2023 è stato convocato dalla Nazionale giamaicana per degli incontri amichevoli ed ha debuttato il 12 dello stesso mese contro il Trinidad e Tobago. È stato incluso fra i convocati per la CONCACAF Gold Cup 2023, competizione in cui, il 27 giugno, ha realizzato la sua prima rete per la Giamaica nel successo per 4-1 contro Trinidad e Tobago.

## Statistiche

### Cronologia presenze e reti in nazionale
| Cronologia completa delle presenze e delle reti in nazionale ― Giamaica | Cronologia completa delle presenze e delle reti in nazionale ― Giamaica | Cronologia completa delle presenze e delle reti in nazionale ― Giamaica | Cronologia completa delle presenze e delle reti in nazionale ― Giamaica | Cronologia completa delle presenze e delle reti in nazionale ― Giamaica | Cronologia completa delle presenze e delle reti in nazionale ― Giamaica | Cronologia completa delle presenze e delle reti in nazionale ― Giamaica | Cronologia completa delle presenze e delle reti in nazionale ― Giamaica |
| Data                                                                    | Città                                                                   | In casa                                                                 | Risultato                                                               | Ospiti                                                                  | Competizione                                                            | Reti                                                                    | Note                                                                    |
| ----------------------------------------------------------------------- | ----------------------------------------------------------------------- | ----------------------------------------------------------------------- | ----------------------------------------------------------------------- | ----------------------------------------------------------------------- | ----------------------------------------------------------------------- | ----------------------------------------------------------------------- | ----------------------------------------------------------------------- |
| 12-3-2023                                                               | Montego Bay                                                             | Giamaica                                                                | 0 – 1                                                                   | Trinidad e Tobago                                                       | Amichevole                                                              | -                                                                       | 46’                                                                     |
| 15-3-2023                                                               | Kingston                                                                | Giamaica                                                                | 0 – 0                                                                   | Trinidad e Tobago                                                       | Amichevole                                                              | -                                                                       | 83’                                                                     |
| 15-6-2023                                                               | Ritzing                                                                 | Giamaica                                                                | 1 – 2                                                                   | Qatar                                                                   | Amichevole                                                              | -                                                                       |                                                                         |
| 19-6-2023                                                               | Wiener Neustadt                                                         | Giamaica                                                                | 1 – 2                                                                   | Giordania                                                               | Amichevole                                                              | -                                                                       | 66’                                                                     |
| 28-6-2023                                                               | Saint Louis                                                             | Giamaica                                                                | 4 – 1                                                                   | Trinidad e Tobago                                                       | Gold Cup 2023 - 1º turno                                                | 1                                                                       | 82’                                                                     |
| 2-7-2023                                                                | Santa Clara                                                             | Giamaica                                                                | 5 – 0                                                                   | Saint Kitts e Nevis                                                     | Gold Cup 2023 - 1º turno                                                | -                                                                       | 82’                                                                     |
| 13-7-2023                                                               | Paradise                                                                | Giamaica                                                                | 0 – 3                                                                   | Messico                                                                 | Gold Cup 2023 - Semifinale                                              | -                                                                       | 84’                                                                     |
| 8-9-2023                                                                | Kingston                                                                | Giamaica                                                                | 1 – 0                                                                   | Honduras                                                                | CONCACAF Nations League 2023-2024 - 1º turno                            | -                                                                       | 65’                                                                     |
| 12-9-2023                                                               | Kingston                                                                | Giamaica                                                                | 2 – 2                                                                   | Haiti                                                                   | CONCACAF Nations League 2023-2024 - 1º turno                            | -                                                                       | 74’                                                                     |
| 15-10-2023                                                              | Port of Spain                                                           | Haiti                                                                   | 2 – 3                                                                   | Giamaica                                                                | CONCACAF Nations League 2023-2024 - 1º turno                            | -                                                                       | 46’                                                                     |
| Totale                                                                  |                                                                         | Presenze                                                                | 10                                                                      |                                                                         | Reti                                                                    | 1                                                                       |                                                                         |